# Ledoux Patera
La Ledoux Patera è una struttura geologica della superficie di Venere.